# Chonecolea doellingeri
Chonecolea doellingeri là một loài rêu tản trong họ Chonecoleaceae. Loài này được (Nees) Grolle miêu tả khoa học lần đầu tiên năm 1956.